# Richard Harris
Richard St. John Harris (Limerick, 1 de outubro de 1930 — Londres 25 de outubro de 2002), foi um ator, diretor teatral, cantor, compositor e escritor irlandês, que ficou popular entre o público adolescente por interpretar o Professor Albus Dumbledore em Harry Potter e a Pedra Filosofal e em sua continuação, Harry Potter e a Câmara Secreta.
Antes disso, teve atuações marcantes em filmes como Um Homem Chamado Cavalo, Terra da Discórdia, Camelot, Cromwell, Os Imperdoáveis e Gladiador.

## Biografia
Nascido no sul da Irlanda, Harris teve tuberculose na adolescência, algo que os amigos dizem ter contribuído para seu estilo introspectivo de atuar. Ainda estudante, iniciou sua carreira artística como diretor teatral. Sua estreia no cinema, no entanto, só aconteceu em 1958, quando fez uma pequena participação na comédia Alive and Kicking, em Londres. Depois, retornou à Irlanda e estrelou Shake Hands With Devil.
A partir da década de 1960, Harris despontou como ator de cinema, chamando a atenção em Os Canhões de Navarone e O Grande Motim (ambos de 1961). Em 1963, o trabalho de Harris foi reconhecido internacionalmente e ele venceu o prêmio de melhor ator em Cannes por This Sporting Life, além de conseguir sua primeira indicação ao Oscar. Em seguida, atuou em Deserto Vermelho (64), Juramento de Vingança (65), viveu Caim em A Bíblia e o Rei Arthur em Camelot e venceu o prêmio de melhor ator no Globo de Ouro.
Em 1970, com o faroeste Um Homem Chamado Cavalo, emplacou mais um sucesso, que gerou duas continuações (O Retorno do Homem Chamado Cavalo, 1976, e Triunfos de Um Homem Chamado Cavalo, 1983), mas nenhuma obteve a mesma apreciação do original pelo público. Foi também nos anos 1970 que Harris estreou atrás das câmeras, co-escrevendo o roteiro de The Lady in the Car With Glasses and a Gun, além de dirigir e atuar em The Hero.
As décadas de 70 e 80 não foram muito boas para a carreira de Harris. Ele participou de produções pouco elogiadas como A Travessia de Cassandra, Orca, a Baleia Assassina (ambos em 77), Selvagens Cães de Guerra (78), Tarzan, O Filho das Selvas (1981), entre outras. Seu retorno ao estrelato se deu somente em 1990, quando foi indicado novamente ao Oscar por Terra da Discórdia. Antes de aceitar o papel do professor Dumbledore nos filmes de Harry Potter, Harris ainda estrelou Jogos Patrióticos, Os Imperdoáveis (ambos em 92), Recordações (93), O Espírito do Silêncio (94), Gladiador (2000), Apocalipse (2000) e  por último, O Conde de Monte Cristo, em 2002, lançado logo após Harry Potter e a Câmara Secreta.
Richard faleceu aos 72 anos após internação para tratamento de um câncer linfático.

## Filmografia
- 1959 - The Iron Harp (TV)

- Alive and Kicking
- Shake Hands with the Devil
- The Wreck of the Mary Deare
- 1960 - The Long and the Short and the Tall (chamado Jungle Fighters nos EUA)

- A Terrible Beauty (chamado The Night Fighters nos EUA)
- 1961 - The Guns of Navarone
- 1962 - Mutiny on the Bounty
- 1963 - This Sporting Life
- 1964 - The Red Desert
- 1965 - The Heroes of Telemark

- Major Dundee
- 1966 - The Bible

- Hawaii
- 1967 - Caprice

- Camelot
- 1970 - The Molly Maguires

- A Man Called Horse
- Cromwell (1970)
- 1971 - Bloomfield (chamado The Hero nos EUA)

- The Snow Goose (TV)
- Man in the Wilderness
- 1973 - The Deadly Trackers
- 1974 - 99 and 44/100% Dead (chamado Call Harry Crown nos EUA)

- Juggernaut (chamado Terror On the Britannic nos EUA)
- 1976 - Echoes of a Summer (chamado The Last Castle nos EUA)

- Robin and Marian
- The Return of a Man Called Horse
- The Cassandra Crossing
- 1977 - Gulliver's Travels

- Orca
- Golden Rendezvous (1977) titled Nuclear Terror (in USA on TV)
- 1978 - The Wild Geese
- 1979 - Ravagers (1979)

- A Game for Vultures
- 1980 - The Last Word (1980)
- 1981 - Tarzan, the Ape Man

- Your Ticket Is No Longer Valid
- 1982 - Triumphs of a Man Called Horse

- Camelot (TV)
- 1984 - Martin's Day

- Highpoint
- 1988 - Maigret (TV)

- Strike Commando 2
- 1989 - King of the Wind
- 1990 - Mack the Knife

- The Field
- 1992 - Patriot Games

- Unforgiven
- 1993 - Abraham
- 1993 - Wrestling Ernest Hemingway
- 1994 - Silent Tongue

- Abraham
- 1995 - Cry, the Beloved Country

- The Great Kandinsky (TV)
- 1996 - Trojan Eddie
- 1997 - Savage Hearts

- Smilla's Sense of Snow
- The Hunchback (TV)
- This Is the Sea
- 1998 - Upright Affair

- The Barber of Siberia
- 1999 - To Walk with Lions

- Grizzly Falls
- 2000 - Gladiator
- 2001 - The Pearl

- My Kingdom
- Harry Potter e a Pedra Filosofal
- 2002 - Book Revelation.
- 2002 - O Conde de Monte Cristo

- Harry Potter e a Câmara Secreta
- The Apocalypse (TV)
- "Julius Caesar" (TV)
- 2003 - Kaena: La prophétie

## Discografia

### Álbuns
- Camelot (trilha-sonora) (1967)
- A Tramp Shining (Spring 1968)
- The Yard Went on Forever (Fall 1968)
- My Boy (1971)
- The Richard Harris Love Album (1972)
- Slides (1972)
- His Greatest Performances (1973)
- Jonathan Livingston Seagull (1973)
- The Prophet (1974)
- I, in the Membership of My Days (1974)
- Camelot (trilha-sonora) (1982)

### Singles
- "Here in My Heart (de The Sporting Life)" (1963)
- "MacArthur Park" (1968)
- "Fill the World With Love" (1969)
- "Ballad of A Man Called Horse" (1970)
- "Morning of the Mourning for Another Kennedy" (1970)
- "Go to the Mirror" (1971)
- "My Boy" (1971)
- "Turning Back the Pages" (1972)
- "Half of Every Dream" (1972)
- "Trilogy (Love, Marriage, Children)" (1974)
- "The Last Castle (de Echoes of a Summer)" (1976)
- "Lilliput (de Gulliver's Travels)" (1977)

### Compactos
- Camelot (1988)
- Mack the Knife (1989)
- Tommy (1990)
- Camelot (trilha-sonora) (1993)
- A Tramp Shining (1993)
- The Prophet (1995)
- The Webb Sessions 1968-1969 (1996)
- MacArthur Park (1997)
- Slides/My Boy (2 CD Set) (2005)
- My Boy (2006)